# Т'юлон
Т'юлон (англ. Teulon) — містечко в Канаді, у провінції Манітоба, у складі сільського муніципалітету Роквуд.

## Населення
За даними перепису 2016 року, містечко нараховувало 1201 особу, показавши зростання на 6,9%, порівняно з 2011-м роком. Середня густина населення становила 372,3 осіб/км².
З офіційних мов обидвома одночасно володіли 40 жителів, тільки англійською — 1 120, тільки французькою — 5. Усього 85 осіб вважали рідною мовою не одну з офіційних, з них 5 — одну з корінних мов, а 35 — українську.
Працездатне населення становило 56,8% усього населення, рівень безробіття — 8,3% (12,3% серед чоловіків та 3,8% серед жінок). 91,7% осіб були найманими працівниками, а 8,3% — самозайнятими.
Середній дохід на особу становив $40 553 (медіана $32 896), при цьому для чоловіків — $50 520, а для жінок $32 879 (медіани — $43 072 та $26 464 відповідно).
31,8% мешканців мали закінчену шкільну освіту, не мали закінченої шкільної освіти — 26%, 42,7% мали післяшкільну освіту, з яких 18,3% мали диплом бакалавра, або вищий.
| Статево-вікова структура населення | Статево-вікова структура населення | Статево-вікова структура населення | Статево-вікова структура населення | Статево-вікова структура населення |
| ---------------------------------- | ---------------------------------- | ---------------------------------- | ---------------------------------- | ---------------------------------- |
|                                    |                                    |                                    |                                    |                                    |
| Всього                             | Всього                             | 45,6%54,4%                         |                                    |                                    |
| 0 — 14 років                       | 0 — 14 років                       |                                    | 16,6%                              | 16,6%                              |
| 15 — 64 років                      | 15 — 64 років                      |                                    | 54,8%                              | 54,8%                              |
| 65 і більше                        | 65 і більше                        |                                    | 28,6%                              | 28,6%                              |
| 85 і більше                        | 85 і більше                        |                                    | 5,8%                               | 5,8%                               |
| Середній вік (років)               | Середній вік (років)               | 43,248,9                           | 46,3                               | 46,3                               |
| Медіана (років)                    | Медіана (років)                    | 43,451,9                           | 48,4                               | 48,4                               |
| — чоловіки — жінки                 |                                    |                                    |                                    |                                    |

| Походження мешканців:     | Походження мешканців:     | Походження мешканців: | Походження мешканців: | Походження мешканців: |
| ------------------------- | ------------------------- | --------------------- | --------------------- | --------------------- |
| Походження                |                           |                       | осіб                  | %                     |
| Корінні американці        | Корінні американці        |                       | 255                   | 21.98%                |
| Інше північноамериканське | Інше північноамериканське |                       | 345                   | 29.74%                |
| Європейське               | Європейське               |                       | 940                   | 81.03%                |
| британське                | британське                |                       | 495                   | 42.67%                |
| французьке                | французьке                |                       | 130                   | 11.21%                |
| українське                | українське                |                       | 275                   | 23.71%                |
| Африканське               | Африканське               |                       | 20                    | 1.72%                 |
| Азійське                  | Азійське                  |                       | 10                    | 0.86%                 |

| Зайнятість населення за галузями (за класифікацією NOC): | Зайнятість населення за галузями (за класифікацією NOC): | Зайнятість населення за галузями (за класифікацією NOC): | Зайнятість населення за галузями (за класифікацією NOC): | Зайнятість населення за галузями (за класифікацією NOC): |
| -------------------------------------------------------- | -------------------------------------------------------- | -------------------------------------------------------- | -------------------------------------------------------- | -------------------------------------------------------- |
|                                                          |                                                          |                                                          |                                                          |                                                          |
| Управління                                               | Управління                                               |                                                          | 14,7%                                                    | 14,7%                                                    |
| Бізнес, фінанси та адміністрування                       | Бізнес, фінанси та адміністрування                       |                                                          | 19,3%                                                    | 19,3%                                                    |
| Природничі та прикладні науки                            | Природничі та прикладні науки                            |                                                          | 2,8%                                                     | 2,8%                                                     |
| Охорона здоров'я                                         | Охорона здоров'я                                         |                                                          | 7,3%                                                     | 7,3%                                                     |
| Освіта, правозахист, муніципальні та урядові служби      | Освіта, правозахист, муніципальні та урядові служби      |                                                          | 10,1%                                                    | 10,1%                                                    |
| Мистецтво, культура, відпочинок та спорт                 | Мистецтво, культура, відпочинок та спорт                 |                                                          | 1,8%                                                     | 1,8%                                                     |
| Роздрібна торгівля та послуги                            | Роздрібна торгівля та послуги                            |                                                          | 19,3%                                                    | 19,3%                                                    |
| Гуртова торгівля, транспорт та обладнання                | Гуртова торгівля, транспорт та обладнання                |                                                          | 17,4%                                                    | 17,4%                                                    |
| Природні ресурси, сільське господарство                  | Природні ресурси, сільське господарство                  |                                                          | 4,6%                                                     | 4,6%                                                     |
| Виробництво                                              | Виробництво                                              |                                                          | 3,7%                                                     | 3,7%                                                     |

## Клімат
Середня річна температура становить 1,8°C, середня максимальна – 22,7°C, а середня мінімальна – -25,1°C. Середня річна кількість опадів – 517 мм.
| Клімат поселення                              | Клімат поселення | Клімат поселення | Клімат поселення | Клімат поселення | Клімат поселення | Клімат поселення | Клімат поселення | Клімат поселення | Клімат поселення | Клімат поселення | Клімат поселення | Клімат поселення | Клімат поселення |
| Показник                                      | Січ.             | Лют.             | Бер.             | Квіт.            | Трав.            | Черв.            | Лип.             | Серп.            | Вер.             | Жовт.            | Лист.            | Груд.            |                  |
| Середній максимум, °C                         | −12,61           | −8,67            | −1,52            | 8,87             | 16,90            | 22,44            | 22,74            | 21,47            | 16,19            | 9,30             | −0,58            | −10,37           |                  |
| Середня температура, °C                       | −18,89           | −14,93           | −7,8             | 2,60             | 10,63            | 16,20            | 18,58            | 17,31            | 12,04            | 5,15             | −4,75            | −14,53           |                  |
| Середній мінімум, °C                          | −25,14           | −21,2            | −14,07           | −3,68            | 4,36             | 9,90             | 14,41            | 13,15            | 7,89             | 1,00             | −8,91            | −18,69           |                  |
| Норма опадів, мм                              | 19               | 12               | 20               | 26               | 47               | 94               | 85               | 74               | 52               | 42               | 25               | 21               |                  |
| Середньомісячна швидкість вітру, м/с          | 4.00             | 3.90             | 4.10             | 4.20             | 4.30             | 3.90             | 3.50             | 3.70             | 4.10             | 4.40             | 4.30             | 4.10             |                  |
| Середньомісячна сонячна радіація, кДж/м²·день | 4222             | 7503             | 12601            | 17187            | 20137            | 21167            | 21455            | 18295            | 12468            | 7403             | 4132             | 3091             |                  |
| --------------------------------------------- | ---------------- | ---------------- | ---------------- | ---------------- | ---------------- | ---------------- | ---------------- | ---------------- | ---------------- | ---------------- | ---------------- | ---------------- | ---------------- |
| Джерело:                                      |                  |                  |                  |                  |                  |                  |                  |                  |                  |                  |                  |                  |                  |